# Biergarnitur

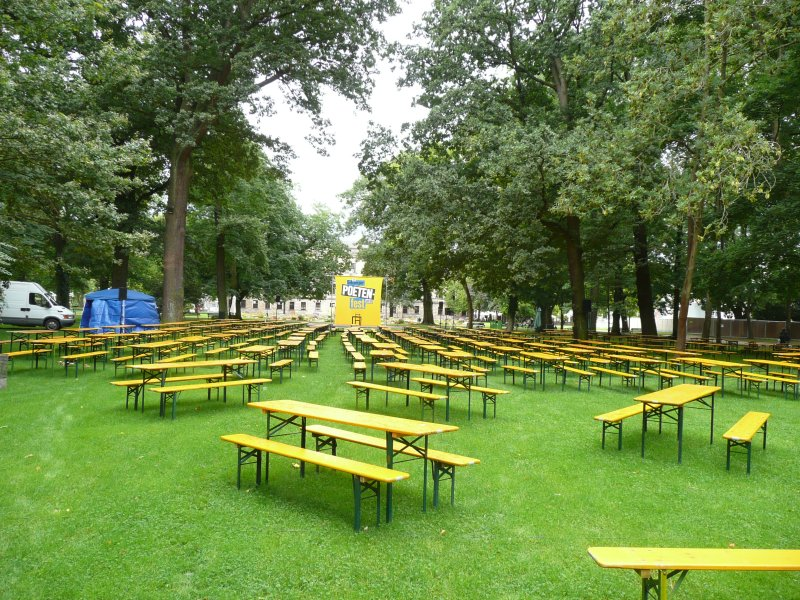
Aufgebaute Biertischgarnituren für ein Volksfest

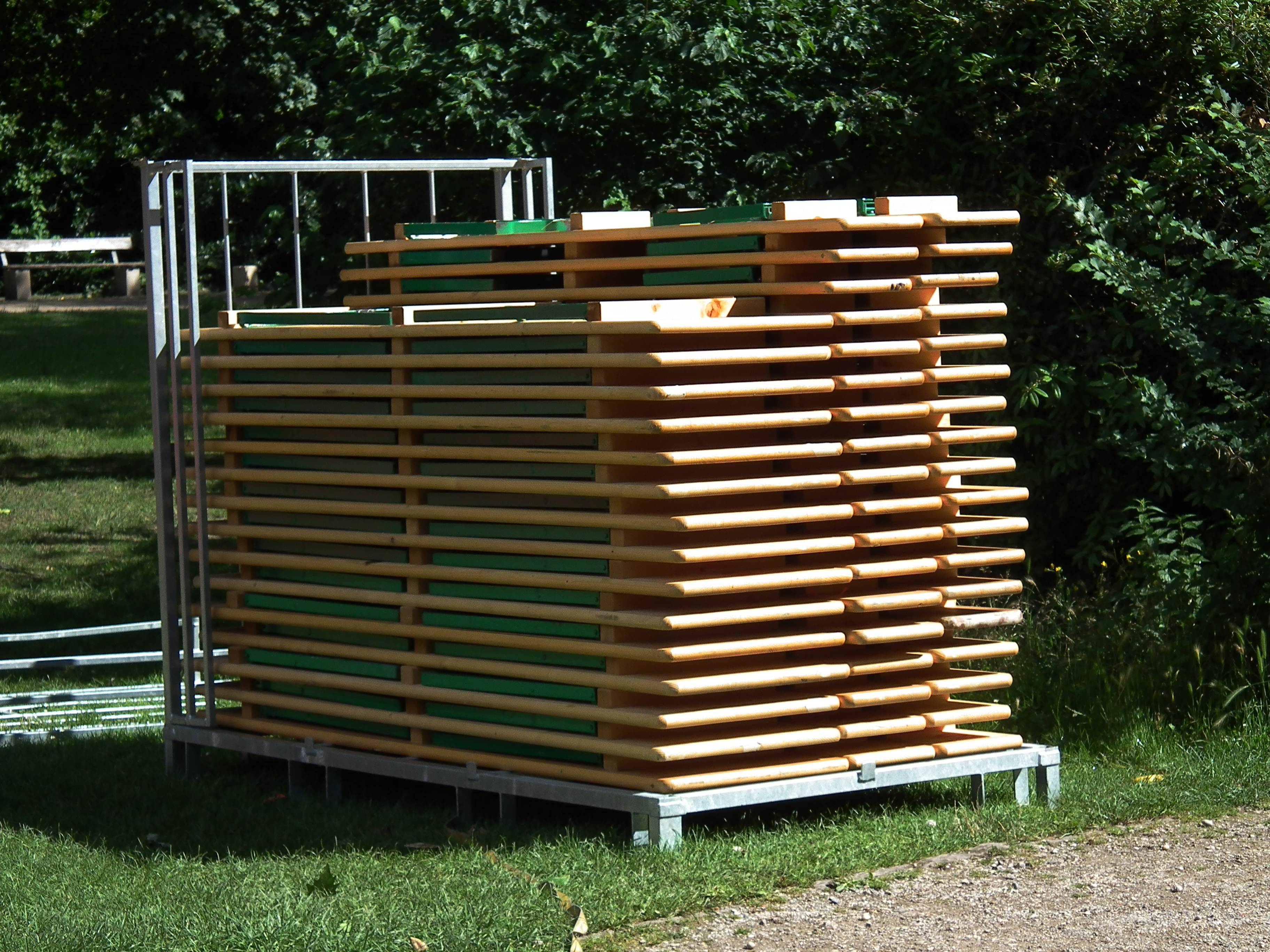
Platzsparende Stapelung von Biertischen und -bänken

Eine Biergarnitur, Bierzeltgarnitur oder Festzeltgarnitur (in Österreich mancherorts auch Heurigengarnitur und in der Pfalz Kerwegarnitur, und in der Schweiz Festbank genannt) ist eine Kombination aus einem Biertisch und zwei Bierbänken. Hierbei handelt es sich in der Regel um einfache hölzerne Tische und Bänke mit zusammenklappbaren Metallbeinen. Biergarnituren sind als Serienware identisch gefertigt und daher leicht stapel- und transportierbar. Sie sind robust und wetterfest.
Am häufigsten – oft zu mehreren Hunderten – findet man Biergarnituren in Bierzelten, aber auch in Biergärten sind sie in der warmen Jahreszeit anzutreffen. Bei Partys kommen sie ebenfalls oft zur Anwendung.

## Geschichte
In den 1950er Jahren erkannte der Unternehmer Rudolf Kurz mit seinem Unternehmen RUKU aus dem schwäbischen Illertissen den Bedarf, einen stabilen Klapptisch für den Einsatz bei Weinfesten zu entwickeln. Entscheidende Idee war ein patentiertes Klappschloss zur Verbindung von Gestell und Tischplatte.
Beim Münchener Oktoberfest haben sich Biergarnituren erst in den 1970er Jahren durchgesetzt.
Derzeitiger Weltmarktführer bei der Biertischherstellung ist das Unternehmen Zingerle aus Natz-Schabs in Südtirol. 2014 erwarb es auch das Unternehmen RUKU.

## Bestandteile

### Biertisch

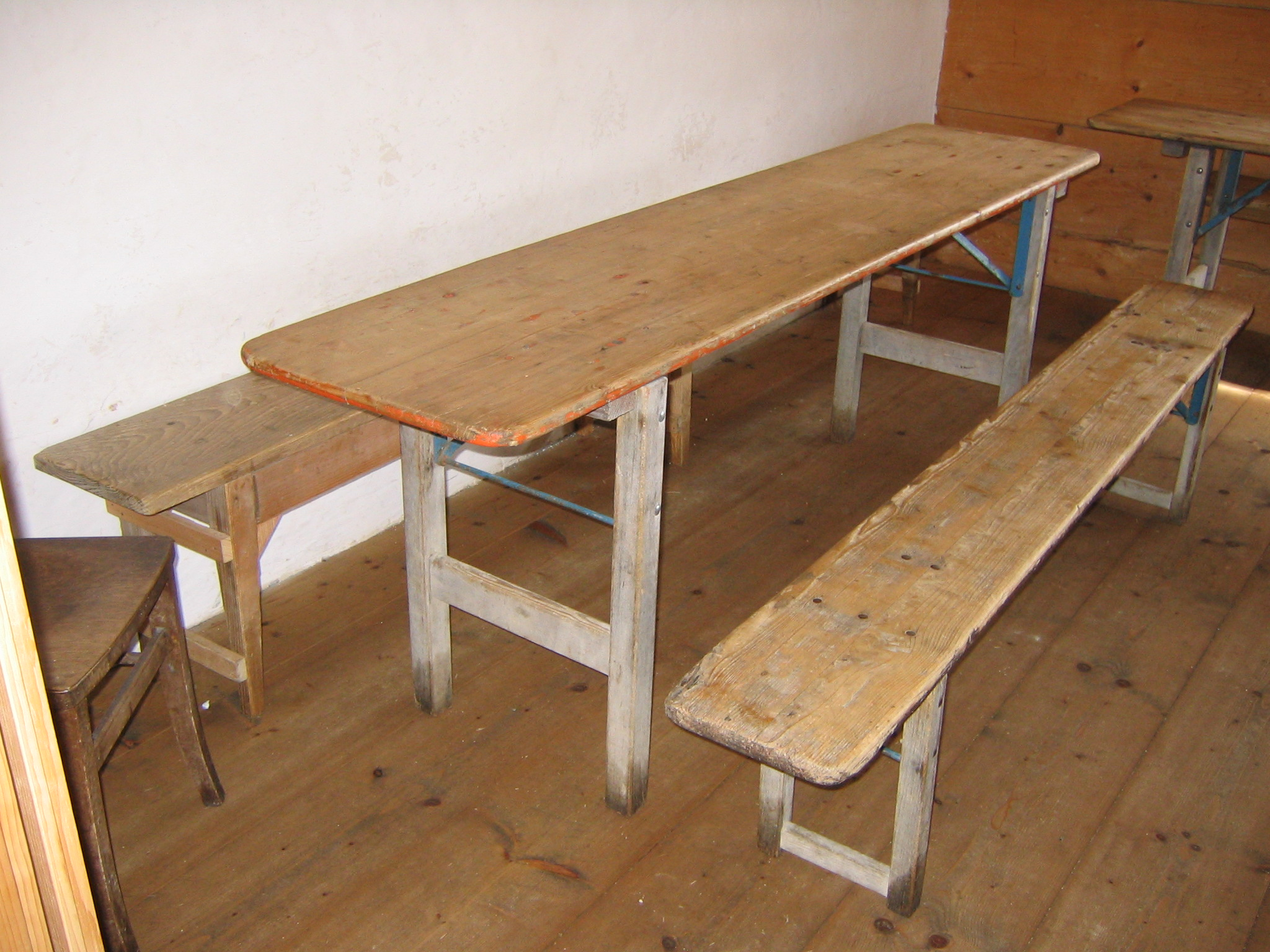
Alte Variante mit Holzbeinen

Der Biertisch besteht aus einer hölzernen Tischplatte auf oft lackierten Metallbeinen (früher auch teilweise Holzbeine). Die Platte misst typischerweise 220 Zentimeter mal 50 Zentimeter, gelegentlich sieht man auch eine breitere Variante mit 220 Zentimeter mal 80 Zentimeter. Die Beine enthalten eine einfache Mechanik, mittels derer sie sich flach einklappen und in offener oder eingeklappter Stellung fixieren lassen. Typischerweise ist ein Tisch 77 Zentimeter hoch. Es gibt sie in verschiedenen Variationen und Farben; meist naturbelassen, orange oder grün.

### Bierbank
Die Bierbänke sind meist im selben Design wie die Biertische gefertigt. Bei der Bierbank handelt es sich um eine Holzbank auf Metallbeinen in den Maßen 220 Zentimeter mal 25 Zentimeter. Typischerweise ist eine Bank 47,5 Zentimeter hoch, die Beine sind einklappbar. Eine Bierbank bietet Platz für vier bis fünf Erwachsene, so dass maximal zehn Personen an einer Biergarnitur sitzen können. Biertisch und -bank sind üblicherweise mit hölzernen Stapelleisten an den Unterseiten ausgestattet, damit sie im Stapel nicht auf den eingeklappten Stahlbeinen liegen.

## Varianten

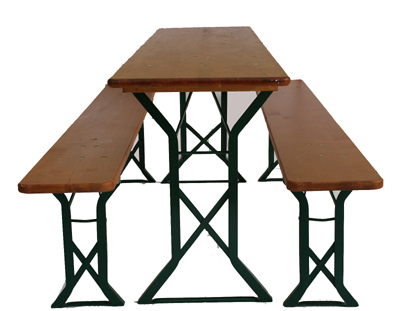
Festzeltgarnitur mit etwas mehr Beinfreiheit

Neben den klassischen Maßen existieren auch Biergarnituren in verschiedenen anderen Abmessungen sowie in Kindergröße. Andere Varianten sind Biergarnituren in runder Form, mit nach innen gebogenen Beinen oder auch Bankelemente mit Rückenlehnen.
Eine u. a. auf Jugend-Zeltlagern beliebte Variante ist das Bierbank-Sofa. Hierbei wird eine gewöhnliche Biergarnitur (1 Tisch, 2 Bänke) so aufgebaut, dass die Sitzfläche tiefer liegt und die Tischfläche eine geneigte Rückenlehne bildet.